# Liste der Stolpersteine in Püttlingen
Die Liste der Stolpersteine in Püttlingen enthält die Stolpersteine, die vom deutschen Künstler Gunter Demnig in der saarländischen Stadt Püttlingen verlegt wurden. Stolpersteine sind Opfern des Nationalsozialismus gewidmet, all jenen, die vom NS-Regime deportiert, ermordet, in die Emigration oder in den Suizid getrieben wurden. Demnig verlegt für jedes Opfer einen eigenen Stein, im Regelfall vor dem letzten selbst gewählten Wohnsitz.
Die erste Verlegung in Püttlingen erfolgte am 23. September 2023.

## Verlegte Stolpersteine
In Püttlingen wurden bisher neun Stolpersteine an sieben Adressen verlegt.
| Stolperstein | Übersetzung | Verlegeort                              | Name, Leben                                   |
| --- | --- | --------------------------------------- | --------------------------------------------- |
| Bild gesucht Die Wikipedia wünscht sich an dieser Stelle ein Bild vom hier behandelten Ort. Weitere Infos zum Motiv findest du vielleicht auf der Diskussionsseite . Falls du dabei helfen möchtest, erklärt die Anleitung , wie das geht. BW | HIER WOHNTE MARIA ALT JG. 1914 EINGEWIESEN 1939 'HEILANSTALT' MERXHAUSEN ERMORDET 8.5.1941                                                                            | Bärenbergstraße 124 (Lage)              | Maria Alt (1914–1941)                         |
| Bild gesucht Die Wikipedia wünscht sich an dieser Stelle ein Bild vom hier behandelten Ort. Weitere Infos zum Motiv findest du vielleicht auf der Diskussionsseite . Falls du dabei helfen möchtest, erklärt die Anleitung , wie das geht. BW | HIER WOHNTE LUDWIG BRADER JG. 1907 [...] | Ludwigstraße 1 (Lage)                   | Ludwig Brader (1907–1944)                     |
| Bild gesucht Die Wikipedia wünscht sich an dieser Stelle ein Bild vom hier behandelten Ort. Weitere Infos zum Motiv findest du vielleicht auf der Diskussionsseite . Falls du dabei helfen möchtest, erklärt die Anleitung , wie das geht. BW | HIER WOHNTE FRIEDRICH KLEIN JG. 1898 VERHAFTET 1943 'HOCHVERRAT' TODESURTEIL 1944 HINGERICHTET 22.9.1944 BRUCHSAL                                                     | Engelfanger Straße 13 (Lage)            | Fritz Klein (1898–1944)                       |
| Bild gesucht Die Wikipedia wünscht sich an dieser Stelle ein Bild vom hier behandelten Ort. Weitere Infos zum Motiv findest du vielleicht auf der Diskussionsseite . Falls du dabei helfen möchtest, erklärt die Anleitung , wie das geht. BW | HIER WOHNTE PAUL ALOYSIUS MEYER JG. 1923 ZWANGSWEISE EINGEWIESEN 6.12.1937 'HEILANSTALT' KALMENHOF / IDSTEIN ERMORDET 26.9.1940                                       | Derlerstraße 44 (Lage)                  | Paul Aloysius Meyer (1923–1940)               |
| Bild gesucht Die Wikipedia wünscht sich an dieser Stelle ein Bild vom hier behandelten Ort. Weitere Infos zum Motiv findest du vielleicht auf der Diskussionsseite . Falls du dabei helfen möchtest, erklärt die Anleitung , wie das geht. BW | HIER WOHNTE JAKOB NALBACH JG. 1886 MITGLIED KP FLUCHT 1935 FRANKREICH VERHAFTET 1941 KZ DACHAU BEFREIT                                                                | Marktstraße 46 (Lage)                   | Jakob Nalbach (1886–1963)                     |
| Bild gesucht Die Wikipedia wünscht sich an dieser Stelle ein Bild vom hier behandelten Ort. Weitere Infos zum Motiv findest du vielleicht auf der Diskussionsseite . Falls du dabei helfen möchtest, erklärt die Anleitung , wie das geht. BW | HIER WOHNTE MARGARETE NALBACH GEB. SCHNEIDER JG. 1887 FLUCHT 1935 FRANKREICH VERHAFTET 1941 ZUCHTHAUS ROTHENFELD ENTLASSEN 1942                                       | Marktstraße 46 (Lage)                   | Margarete Nalbach, geb. Schneider (1887–1963) |
| Bild gesucht Die Wikipedia wünscht sich an dieser Stelle ein Bild vom hier behandelten Ort. Weitere Infos zum Motiv findest du vielleicht auf der Diskussionsseite . Falls du dabei helfen möchtest, erklärt die Anleitung , wie das geht. BW | HIER WOHNTE ROSA NALBACH JG. 1910 FLUCHT 1935 FRANKREICH EINGEWIESEN 1942 HEILANSTALT LORQUIN ZWANGSSTERILISIERT ENTLASSEN 1943                                       | Marktstraße 46 (Lage)                   | Rosa Nalbach (1910–1954)                      |
| Bild gesucht Die Wikipedia wünscht sich an dieser Stelle ein Bild vom hier behandelten Ort. Weitere Infos zum Motiv findest du vielleicht auf der Diskussionsseite . Falls du dabei helfen möchtest, erklärt die Anleitung , wie das geht. BW | IN KÖLLERBACH WOHNTE ROSA RECH GEB. ALTMEYER JG. 1900 AB 1936 IN MEHREREN 'HEILANSTALTEN' ZULETZT 1939 HERBORN 'VERLEGT' 7.3.1941 HADAMAR ERMORDET 7.3.1941 AKTION T4 | Fresagraninariastraße Köllerbach (Lage) | Rosa Rech geb. Altmeyer (1900–1941)           |
| Bild gesucht Die Wikipedia wünscht sich an dieser Stelle ein Bild vom hier behandelten Ort. Weitere Infos zum Motiv findest du vielleicht auf der Diskussionsseite . Falls du dabei helfen möchtest, erklärt die Anleitung , wie das geht. BW | IN KÖLLERBACH WOHNTE MARIA IRENE RINK JG. 1896 EINGEWIESEN 1939 'HEILANSTALT' EICHBERG ERMORDET 8.1.1940                                                              | Weiherbergstraße 38 Köllerbach (Lage)   | Maria Irene Rink (1896–1940)                  |

## Verlegedaten
- 23. September 2023: Bärenbergstraße 124, Derlerstraße 44, Fresagraninariastraße und Weiherbergstraße 38[1]
- 14. Mai 2025: Engelfanger Straße 13, Ludwigstraße 1 und Marktstraße 46[4]